# Партеногенез

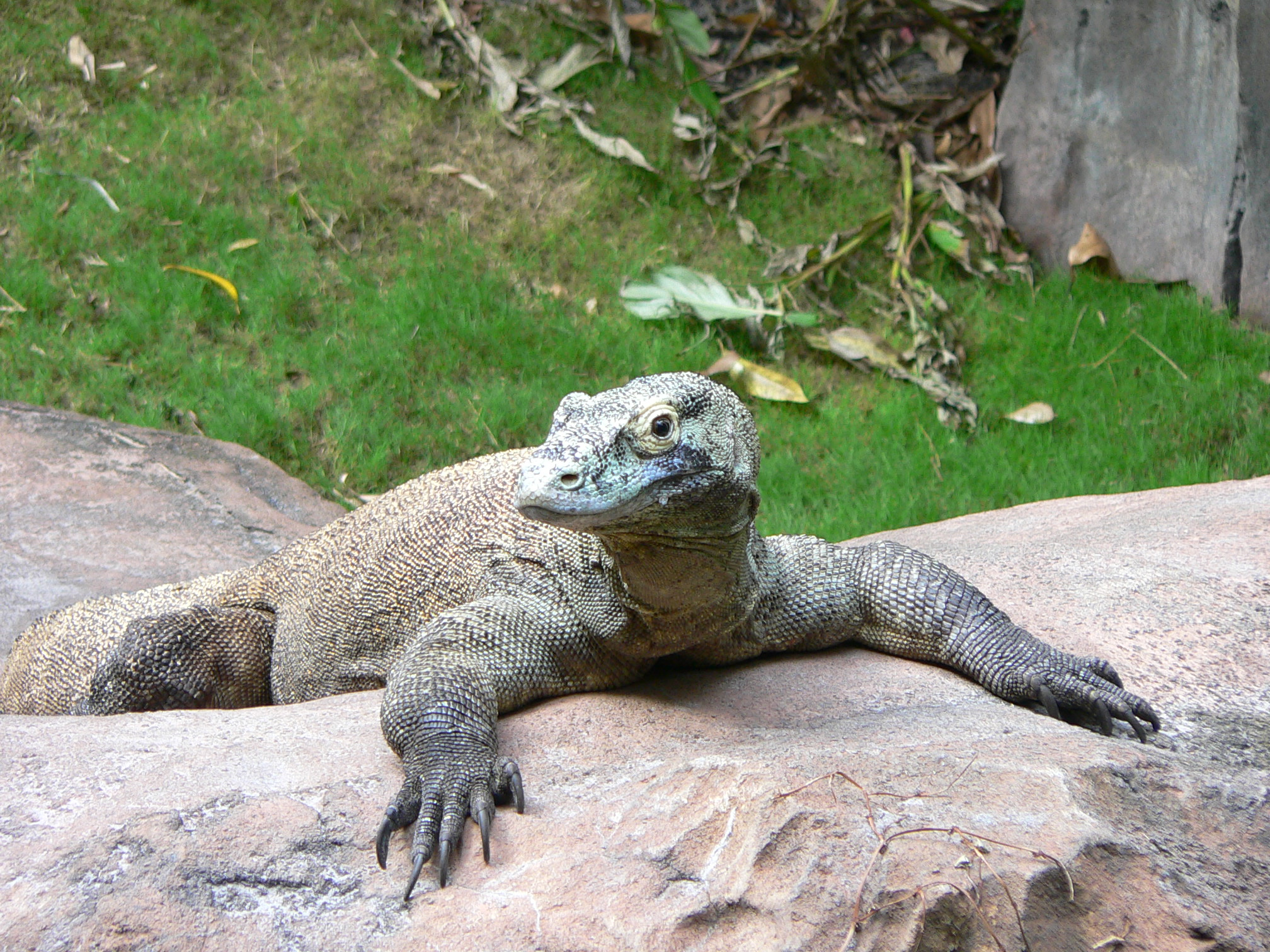
Самиця Комодського варана здатна до партеногенетичного розмноження за відсутності самця

Партеногене́з (від грецького παρθενος — незаймана та γενεσις — народження) — форма статевого розмноження, коли розвиток зародка відбувається без запліднення. Притаманний багатьом рослинам та безхребетним тваринам (попелиці, паличники, коловертки, деякі види цвіркунів, метеликів та бджіл), а також і деяким хребетним (риби, земноводні, ящірки). Особливі форми партеногенезу — гіногенез, андрогенез та педогенез.
Переваги партеногенезу полягають в тому, що він здатен значно збільшувати швидкість розмноження, та в деяких випадках за відсутності самців, самиці здатні розмножуватися самостійно, народжуючи головним чином самців.

## Види партеногенезу
За генотипом виділяють два види партеногенезу — гаплоїдний та диплоїдний, залежно від кількості хромосом в жіночій гаметі. У багатьох комах, в тому числі у мурах та бджіл, в результаті гаплоїдного партеногенезу в межах однієї спільноти виникають різні касти організмів. У цих видів відбувається мейоз та утворюються гаплоїдні гамети. Деякі яйцеклітини запліднюються, і з них розвиваються диплоїдні самки, тоді як з незапліднених яйцеклітин розвиваються фертильні гаплоїдні самці. Наприклад, у медоносної бджоли матка відкладає запліднені яйця (хромосомний набір 2n=32), котрі, розвиваючись, дають самиць (маток та робочих особин), та незапліднені яйця (n=16), котрі дають самців (трутнів), що потім виробляють спермії шляхом мітозу, а не мейозу. Такий тип розмноження у суспільних комах має адаптивне значення, оскільки дозволяє регулювати чисельність нащадків кожного типу.
У попелиць відбувається диплоїдний партеногенез, за якого  яйцеклітини самиці зазнають особливої форми мейозу без розходження хромосом — всі хромосоми переходять в яйцеклітину, а полярні тільця (друга частина ооциту, що поділився при мейозі) не отримують жодної хромосоми. Яйцеклітини розвиваються в материнському організмі, так що молоді самиці народжуються цілком сформованими, а не виходять з яєць. Такий процес називають живонародженням. Він може продовжуватись кілька поколінь, особливо влітку, до тих пір, коли в одній з клітин не відбудеться майже повне нерозходження хромосом, в результаті чого утворюється клітина, що має всі пари аутосом та одну X-хромосому. З цієї клітини партеногенетично розвивається самець. Ці осінні самиці та партеногенетичні самиці виробляють в результаті мейоза гаплоїдні гамети, що беруть участь в статевому розмноженні. В ході цього розмноження запліднені самиці відкладають диплоїдні яйця, котрі перезимовують, а навесні з них виходять самиці, що розмножуються партеногенетично і народжують живих нащадків.
Таким чином, декілька партеногенетичних поколінь змінюються поколінням, що виникає в результаті нормального статевого розмноження і вносить в популяцію генетичне різноманіття в результаті рекомбінації. Головна перевага, яку дає попелицям партеногенез, — це швидке зростання чисельності популяції, оскільки при цьому всі її статевозрілі особини здатні до відкладання яєць. Це особливо важливо в періоди, коли умови навколишнього середовища сприятливі для існування великої популяції, тобто в літні місяці.
За статтю нащадків виділяють три типи партеногенезу: 
- аренотокія, за якої всі нащадки,  є самцями
- телікотокія, за якої всі нащадки, які розвиваються без запліднення, є самицями
- дейтеротокія, за якої нащадки можуть бути обох статей; її підтипами є спаноандрія, коли з незаплідненних яєць разом з самицями народжуються і самці, та спаногінія, коли замість самців народжуються самиці[1]

## Розповсюдження

### Еукаріоти
Одноклітинні еукаріоти головним чином розмножуються партеногенезом, який у них називається мітоз.

### Рослини
Партеногенез широко розповсюджений у рослин, де він приймає різні форми. Одна з них — апоміксис — являє собою партеногенез, що імітує статеве розмноження. Апоміксис спостерігається у деяких покритонасінних (квіткових) рослин, у котрих диплоїдна клітина сім'язародка, або клітина нуцелуса/мегаспора розвивається у функціональний зародок без участі чоловічої гамети. З інших частин сім'язародка утворюється насіння, а в зав'язі розвивається плід. В інших випадках потрібна наявність пилкового зерна, яке стимулює партеногенез, хоча і не проростає. Пилкове зерно при цьому індукує гормональні зміни, необхідні для початку розвитку зародка, і на практиці такі випадки дуже важко відрізнити від справжнього статевого розмноження.

### Тварини
Механізми індукції партеногенезу чоловічою статевою клітиною без проходження запліднення спостерігаються і серед хребетних. Наприклад, таким шляхом, переважно, розмножується карась сріблястий (Carassius gibelio), популяції якого звичайно складаються з партеногенетичних самок (в деяких (рідкісних) випадках в популяції може бути до 5 % самців). Індукція запліднення при цьому відбувається іншими видами коропоподібних риб (короп, золотий карась (Carassius auratus тощо) під час їхнього нересту.
У хребетних партеногенез був виявлений вперше у скельних ящірок (види роду Darevskia) на Кавказі герпетологом І. Даревським. Загалом партеногенез притаманний лише приблизно 70 видам, що становить лишень 1% від загального видо-різноманіття хребетних. Надалі також був виявлений і у комодських варанів.
У птахів випадки партеногенезу є вкрай рідкісними та зазвичай пов'язані із відсутністю самців. У 2021 році в зоопарку м. Сан-Дієго за результатами генетичного аналізу було виявлено два випадки партеногенетичного розмноження у каліфорнійського кондора. Двоє птахів народились від різних самок, які мешкали спільно із самцями. Це перший випадок факультативного партеногенезу у птахів, що непов'язаний із недоступністю самців..